# Emil Pavelescu
Emil Pavelescu (n. 1944 la Cernăuți – d. 3 mai 2015, București) a fost un pictor român, considerat unul dintre cei mai importanți pictori naivi ai României.
Medaliile de aur primite în Franța, în Portugalia și în fosta Iugoslavie i-au consacrat anvergura europeană.
Picturile lui au apărut în albume occidentale, alături de Picasso, Matisse și Chagall.
A fost distins la Trebnje cu „Placheta de aur” ("Zlatna plaketa") a celei de-a XI-a Tabere a artiștilor autodidacți. A fost remarcat de fostul președinte al Franței, Jacques Chirac, care l-a invitat să viziteze Parisul, unde lucrările sale au fost deosebit de apreciate. Figurează în „L'album mondial de la peinture naive” Arhivat în 29 septembrie 2022, la Wayback Machine. - Editura Hervas, printre cei 100 maeștri ai picturii naive mondiale. Lucrările sale de referință au fost publicate în albumul „Emil Pavelescu, pictor de simboluri tradiționale”, apărut la Editura Nemira, în 2009. 

## Biografie
Născut la Cernăuți, unde tatăl său a fost șeful poliției din oraș, a ajuns în București în 1944. „Când au intrat rușii (aveam doar 9 luni), tata a fugit cu mine pe scară trenului, la București, unde s-a ascuns cinci ani, că-l căutau comuniștii să-l împuște”, povestește Pavelescu într-un interviu pentru revista Formula As, publicat în 2012.  A copilărit în cartierul Giulești, la acea vreme o „mahala” în capitala României. Artistul spune că „nu a fost primit nici măcar la liceu” din cauza faptului că tatăl său spionase pentru englezi, după ce a făcut facultatea în Anglia. Bunicii săi dinspre mamă, pentru că „din partea mamei, eu sunt cantacuzin”, spune artistul, au fost moșieri, cu moșii de mii de hectare, iar averile „le-au tocat fetele la Paris, că s-au măritat toate cu ofițeri zurbagii. Așa că eu am copilărit la mahala, în Giulești.”. 
În cele din urmă, Emil Pavelescu a ajuns să lucreze, în perioada comunistă, ca șofer de autobuz la IREB. S-a însurat la 23 de ani și la 26 de ani avea, deja, trei copii. Pasiunea pentru pictură a descoperit-o când copiii au mai crescut: „îmi cereau să le desenez ceva: o căruță, un pom, un rău. Așa am început să pictez”. Lucra cu materialul de la  IREB, își aduce aminte pictorul, era vopsea de garduri și își luase din fiecare câte un borcănel. Așa a făcut primele tablouri. Când a luat o primă mai mare, s-a dus și și-a cumpărat „absolut toate culorile” de la Fondul plastic. 
Într-o zi, artistul a decis să se ducă la un pictor profesionist, Lucian Cioată, să-i ceară părerea și să facă școală cu el. Atunci a aflat că „mâzgălelile sale” au o mare valoare și că este „un pictor naiv”, iar maestrul i-a spus că nu are ce să îl învețe și că „de mine se va auzi”. Lucian Cioată i-a arătat un album de pictură naivă sârbească și i-a explicat că e vremea picturii naive în lume. În cele din urmă, i-a cerut lui Emil Pavelescu să adune toate tablourile din casă pentru o primă expoziție. Aceasta a fors organizată în Casele Bragadiru (pe atunci, înainte de 1989, Casa de Cultură Nicolae Bălcescu), lângă Fabrică de Bere. Și s-au vândut toate lucrările. 
Pavelescu a intrat ulterior în cercurile artistice ale Bucureștiului din perioada comunistă, „furând” meserie din fiecare atelier. I-a frecventat pe pictorii consacrați Mihai Cismaru, Gheorghe Apostu, Corneliu  Baba, Constantin Piliuță.
A fost apropiat al sculptorilor în vogă la acel moment - Pavel Bucur, Vasile Gorduz, Maitec, Florin Codre. I-a pictat, de pildă, pe Marin Preda, Eugen Barbu, Marin Sorescu, Adrian Păunescu.
Consacrarea internațională vine după 1977, cand lucrările lui Emil Pavelescu au început să apară în albume de la Paris și la diferite expoziții internaționale, iar artistul a luat primele premii mari internaționale. În Franța, i-au cumpărat tablouri Raymond Barre și Jacques Chirac. Iar la Muzeul Artei Naive din Paris Arhivat în 29 septembrie 2022, la Wayback Machine., directorul a vândut multe lucrări. 
„Mi-au plăcut Caragiale și Anton Pann. Și sunt un povestitor. Eu povestesc prostia care există în lume, dar și bășcălia asta a românilor. Felul în care iau ei totul în zeflemea. Cârciumile cu denumiri date de consumatori, de exemplu: "La adio leafă", "La pierderea demnității"... Erau niște cârciumi frumoase și ar trebui scris de ele. Le fac că să rămână, să se vadă ce a fost” - Emil Pavelescu, pictor naiv.

”Emil Pavelescu este un miracol. De la sfârșitul unui mileniu și începutul altuia. Un titan al picturii naive. Al operei narative. O simfonie de culori. Și o incredibilă diversitate tematică.
Este atât de imaginativ că percepe și înțelege, prin intuiția să nativă, lumea în care trăiește.
O vede cu scrupulozitate. Dar și cu detașare și umor. Nu este o întâmplare că Pavelescu are lucrări în cele mai importante colecții din România și din lume.
Este atât de prezent și, în același timp, atât de statornic în artă plastică românească, încât este limpede că va dăinui." - Sorin Roșca Stănescu, jurnalist român.

„Emil Pavelescu a început să picteze la treizeci de ani. (...) Ce trebuie să facă artistul amator care află târziu flacăra unei arte? Există un răspuns și el da cheia artei naive: să picteze fără nici o grijă, să lucreze cum îi place.
(...)Emil Pavelescu are umor. Asta înseamnă că, orice ar face, nu poate să scape de umor. Tema cea mai gravă e minată de o undă de veselie, chiar și natură moartă devine, pe cartoanele sale, o construcție bizară, care te uimește și te încânta, cum te încânta uneori chipul cuiva și nu știi de ce” - Tudor Octavian, jurnalist român.

„Atributul "naiv" al artei lui Emil Pavelescu i-a permis acestuia să se sustragă politicii de teroare a regimului. În 1975, participa la prima expoziție internațională din carieră să. Pentru a ajunge la Paris, una din cele trei lucrări ale sale, având că subiect Cortina de fier, trebuia să capete avizul celor de la Patrimoniu.
Abia după ce obține ștampila comisiei, Emil Pavelescu termină tabloul adăugând în prim-plan un car tras de un bou cu cap de om și condus de un om cu cap de bou, aluzie clară la situația din România acelor vremuri. În 1980, Emil Pavelescu îi scrie lui Jacques Chirac, răspunzând unei invitații personale:
"Dat fiind că sunt angajat și am dreptul la un singur concediu pe an, îmi este imposibil să particip la expoziția de care îmi vorbiți, pentru că mi-am epuizat concediul pe anul în curs."” - Cornel Radu Constantinescu, critic de artă și jurnalist român.